# Драммонд, Маргарет (1475—1501)
Маргарет Драммонд (англ. Margaret Drummond; ок. 1475—1501) — шотландская дворянка из рода Драммондов. Старшая дочь Джона Драммонда, 1-го лорда Драммонда, и любовница короля Шотландии Якова IV Стюарта.
От короля у неё была дочь, леди Маргарет Стюарт. Смерть Маргарет Драммонд была предметом романтической легенды.

## Отношения с королём
Маргарет была старшей из шести дочерей Джона Драммонда, 1-го лорда Драммонда (ок. 1438—1519), и Элизабет Линдси (? — 1509).
Продолжительность её отношений с королём была предметом множества дискуссий. Викторианские историки Агнес Стрикланд и Патрик Фрейзер Тайтлер утверждали, что их роман начался, когда король был совсем юным. Маргарет определённо была любовницей Якова IV Стюарта в течение 1496—1497 годов. Король мог повстречаться с ней 25 апреля 1496 года, когда нанёс визит в замок Драммонд, и, похоже, что примерно в это время она сменила другую любовницу Якова, Марион Бойд. Официально признанной эта связь стала 3 июня 1496 года, когда король поселил Маргарет в покоях замка Стерлинг. Записи показывают, что она жила в Стерлинге с 3 июня 1496 года, а с 30 октября по март 1497 года во дворце Линлитгоу. Её присутствие и, возможно, предыдущая подобная договорённость о другой любовнице в королевских домах были отмечены испанским послом Педро де Айялой. Позже Айала написал о Якове IV:
«Когда я приехал, в замке была некая дама, которую он содержал с большой пышностью. Время от времени он навещал её. После этого он отправил её в дом её отца, который является рыцарем, и выдал её замуж [за третье лицо]. Он сделал то же самое с другой женщиной, от которой у него родился сын».
В своё время у короля было несколько любовниц, и эти отношения, похоже, были короче, чем с Марион Бойд или Дженет Кеннеди. Тем не менее роман с королём способствовал продвижению карьеры отца Маргарет, занимавшего должность юстициария вплоть до 1501 года, и его родственника Уолтера Драммонда, декана Данблейна, который стал лордом-регистратором в 1497 году.
С лета 1496 года Маргарет Драммонд жила в замке Стерлинг на попечении Элизабет Форрестер, леди Ланди, жены сэра Джона Ланди из Ланди. 3 июня для спальни Маргарет в Стерлинге была куплена новая кровать. Леди Ланди управляла расходами Маргарет. Король Яков играл в нарды с леди Ланди. Пряности и кондитерские изделия, присланные в Стерлинг в это время, вероятно, предназначались ей. Тогда же замок был строительной площадкой, где Джон и Уолтер Мерлиуны работали над новым жильём, которое теперь называется «Старое здание короля». В конце октября 1496 года Маргарет перебралась в Линлитгоу на попечение сэра Дэвида Кингорна. Новую одежду ей прислали из Эдинбурга. Маргарет вернулась в замок Стерлинг, и леди Ланди выплатили 10 шотландских фунтов за то, что она содержала её в течение одиннадцати дней. По всей видимости, в Линлитгоу Маргарет была отправлена из-за беременности. В 1497 году она родила дочь, которую назвали Маргарет. Связь с королём фактически закончилась в марте 1497 года, когда Маргарет вместе с ребёнком уехала в замок Драммонд.
В 1498 году у Якова появилась новая любовница, Дженет Кеннеди, а Маргарет получила от короны земли в графстве Стратерн в аренду сроком на девять лет. Это пожалование было датировано 23 января 1498 года, предположительно, ко времени её замужества. Посланник де Айяла в своём донесении сообщал, что она была выдана замуж вскоре по возвращении в Драммонд, однако нет никаких свидетельств в подтверждение этой версии.
Дочь Маргарет и короля Якова, Маргарет Стюарт, известная как леди Маргарет, первоначально жила в замке Стерлинг вместе с остальными незаконными детьми короля от его любовниц. После женитьбы Якова на принцессе Маргарите Тюдор детей переселили в другие дома, так как Стерлинг издавна был частью собственности шотландских королев. Маргарет переправили в Эдинбургский замок, где для неё организовали собственное домохозяйство, подобающее дочери короля. Там она жила на попечении сэра Патрика Крайтона и его жены Катрин Тюринг, а одной из её воспитательниц была Эллен Мор. В феврале 1505 года она начала брать уроки танцев у барабанщика по имени Гиллиам. Есть записи о её одежде, в том числе в июне 1506 года: платье из коричневой или красновато-коричневой ткани, окаймлённое бархатом, с бархатными рукавами, отделанными тафтой, атласным кёртлом или юбкой, шляпой и накидкой, вуалью из крепа и лентами для волос.
Впоследствии леди Маргарет Стюарт была замужем дважды: в первый раз — за Джоном Гордоном, лордом Гордоном (? — 1517), во второй — за сэром Джоном Драммондом из Иннерпефрея (ок. 1486 — ок. 1565).

## Обстоятельства смерти и теории убийства
Известно, что в 1501 году (или в 1502 году) Маргарет Драммонд умерла от пищевого отравления вместе со своими сёстрами Ефимией и Сибиллой, находясь в замке Драммонд. Как правило, заявления об отравлении, сделанные в отношении исторической личности, умершей после внезапной болезни, следует рассматривать с осторожностью, но в этом случае, когда три человека, предположительно, умерли вскоре после того, как съели одну и ту же пищу, следует принять современное суждение. В то время это не вызывало особых подозрений; стандарты гигиены пищевых продуктов вряд ли были тогда высокими, и случаи непредумышленного пищевого отравления происходили в любой период.
Три сестры похоронены вместе в соборе Данблейн, их могилы всё ещё можно увидеть перед алтарём. После смерти Маргарет король заплатил за заупокойную мессу и продолжал поддерживать их дочь. Он приказал перевезти маленькую Маргарет в замок Стерлинг, где традиционно воспитывались королевские дети, а также по крайней мере до 1508 года делал ежеквартальные выплаты в соборе Данблейн за заупокойные мессы по Маргарет Драммонд.
Высказывалось предположение, что Маргарет Драммонд была убита либо английскими агентами, либо проанглийскими представителями шотландской знати. Многие полагали, что король Яков IV планировал или уже тайно женился на Драммонд, и её смерть была необходима для того, чтобы позволить или заставить короля жениться на английской принцессе Маргарите Тюдор, дочери Генриха VII Английского и Елизаветы Йоркской. Сравнительно недавняя мемориальная доска на её могиле в соборе Данблейн утверждает, что, как принято считать, она была «в частном браке» с королём и что она была убита шотландскими дворянами, которые поддерживали английский брак.
Кроме того, «Брак Чертополоха и Розы», как описал его поэт Уильям Данбар, привёл к Объединению корон столетие спустя, поскольку это позволило их правнуку, королю Шотландии Якову VI Стюарту претендовать на английский престол после смерти Елизаветы I вследствие его происхождения от Генриха VII Тюдора. Если бы Яков IV женился на Маргарет Драммонд вместо Маргариты Тюдор, Объединение корон могло бы никогда не состояться, и Шотландия могла бы остаться независимой страной. Эта идея была темой многочисленных исторических романов и популярных историй.
Историки скептически относятся к этой теории. Впервые она была изложена в истории семьи Драммондов виконтом Стреттеланом в 1681 году. Помимо прочего, он утверждал, что король был знаком с Маргарет с 1488 года и хотел жениться на ней, но кто-то из придворных, в стремлении не допустить этого, отравил Маргарет и её сестёр. Тем не менее эта история не подтверждается сохранившимися свидетельствами современников. Гибель Маргарет, вероятно, была случайным пищевым отравлением, распространённой причиной смерти в то время. Мысль о том, что на Якова IV пришлось оказать давление, чтобы он женился на Маргарите Тюдор, сомнительна. Шотландия была менее важной и бедной страной, поэтому мир имел жизненно важное значение для Стюартов. Переговоры о браке велись ещё до смерти Маргарет Драммонд в 1501 году. После восстания в Корнуолле в 1497 году Генрих VII стремился к миру на северной границе в союзе с королём Шотландии Яковом IV.